# Куропатное
Куропа́тное (до начала 1960-х Ра́зино, до 1945 года Джанболду́-Конра́т; укр. Разіне, крымскотат. Can Boldı Qoñrat, Джан Болды Къонърат) — исчезнувшее село в Красногвардейском районе Республики Крым, располагавшееся на юго-западе района, в степной части Крыма, примерно в 0,7 км от северо-западной окраины села Котельниково.

## История
Идентифицировать Джанболду-Конрат среди, зачастую сильно искажённых, названий деревень в Камеральном Описании Крыма… 1784 года пока не удалось. После присоединения Крыма к России (8) 19 апреля 1783 года, (8) 19 февраля 1784 года, именным указом Екатерины II сенату, на территории бывшего Крымского Ханства была образована Таврическая область и деревня была приписана к Перекопскому уезду. После Павловских реформ, с 1796 по 1802 год, входила в Акмечетский уезд Новороссийской губернии. По новому административному делению, после создания 8 (20) октября 1802 года Таврической губернии, Джанболду-Конрат был включён в состав Кучук-Кабачской волости Перекопского уезда.
По Ведомости о всех селениях в Перекопском уезде состоящих с показанием в которой волости сколько числом дворов и душ… от 21 октября 1805 года в деревне Джольбулду-Конрат числилось 12 дворов и 109 жителей, исключительно крымских татар. На военно-топографической карте генерал-майора Мухина 1817 года деревня Джанболду-Конрат обозначена как Юльбулду конрат с 13 дворами. После реформы волостного деления 1829 года Джан болду конрат, согласно «Ведомости о казённых волостях Таврической губернии 1829 года», передали в состав Агъярской волости (переименованной из Кучук-Кабачской). На карте 1836 года в деревне 28 дворов, как и на карте 1842 года.
В 1860-х годах, после земской реформы Александра II, деревню определили центром Айбарской волости (которая иногда фигурирует, как Джанболду-Конратская). В «Списке населённых мест Таврической губернии по сведениям 1864 года», составленном по результатам VIII ревизии 1864 года, Джанболду-Конрат — владельческая деревня с 1 двором и 5 жителями при безъименной балке. По обследованиям профессора А. Н. Козловского начала 1860-х годов, колодцы деревни, глубиной 20—22 сажени (42—45 м) вырублены в камне, вода в них пресная. Видимо, вследствие эмиграции крымских татар, особенно массовой после Крымской войны 1853—1856 годов, в Турцию, деревня опустела и на трёхверстовой карте Шуберта 1865—1876 года в Джан-Болды-Конрат обозначен 1 двор и подписано, что там находится волостное правление. В 1971 году Перекопское уездное земское собрание отдало на откуп на следующие 3 года местную почтовую станцию за 310 рублей (в предыдущее трёхлетие сумма откупа составляла 285 рублей). В 1876 году, под названием Джамбулду-Конрат-Старый, была возрождена немецкими колонистами, выходцами из беловежских колоний. В «Памятной книге Таврической губернии 1889 года» по результатам Х ревизии 1887 года записана Джанболду-Конрат, уже Григорьевской волости, с 3 дворами и 18 жителями.
После земской реформы 1890 года, Джамбулду-Конрат отнесли к Бютеньской волости. Согласно «…Памятной книжке Таврической губернии на 1892 год», в экономии Джанболду-Конрат, находившейся в частном владении, было 3 дома, но постоянных жителей не числилось. Согласно энциклопедическому словарю «Немцы России», в 1899 году, на 550 десятинах земли, также выходцами из беловежских колоний, было основано поселение Джамбулду-Конрат Новый. По «…Памятной книжке Таврической губернии на 1900 год» в деревнях Джамбулду-Конрат и Таук вместе числилось 90 жителей в 4 дворах. По Статистическому справочнику Таврической губернии. Ч.II-я. Статистический очерк, выпуск пятый Перекопский уезд, 1915 год, в Бютеньской волости Перекопского уезда числилась 2 немецких экономии Джамбулду-Конрат: старый и новый. В новом числился 1 двор, 8 человек приписных жителей и 23 — «посторонних», из которых 22 мужчины и 9 женщин, 703 десятины удобной земли, 45 лошадей, 50 волов, 17 коров и 73 голов мелкого скота. В старом также 1 двор, 68 «посторонних» — 53 мужчины и 15 женщин, 165 десятин земли, 78 лошадей, 204 вола, 40 коров и 671 голова мелкого скота.
После установления в Крыму Советской власти, по постановлению Крымревкома от 8 января 1921 года была упразднена волостная система и село включили в состав Биюк-Онларского района Симферопольского уезда, а в 1922 году уезды получили название округов. 11 октября 1923 года, согласно постановлению ВЦИК, в административное деление Крымской АССР были внесены изменения, в результате которых был ликвидирован Биюк-Онларский район, образован Симферопольский и Джамбулду-Конрат включили в его состав. Согласно Списку населённых пунктов Крымской АССР по Всесоюзной переписи 17 декабря 1926 года, в селе Джамбулду-Конрат Старый, центре Джамбулду-Конратского сельсовета Симферопольского района, числился 41 двор, из них 39 крестьянских, население составляло 186 человек, из них 61 татарин, 50 русских, 35 немцев, 22 украинца, 18 чехов, действовала русская школа. Постановлением КрымЦИКа от 15 сентября 1930 года был вновь создан Биюк-Онларский район, теперь как национальный (лишённый статуса национального постановлением Оргбюро ЦК КПСС от 20 февраля 1939 года) немецкий (указом Президиума Верховного Совета РСФСР № 621/6 от 14 декабря 1944 года переименованный в Октябрьский), в который включили село. По данным всесоюзная перепись населения 1939 года в селе проживало 211 человек. Вскоре после начала Великой Отечественной войны, 18 августа 1941 года крымские немцы были выселены, сначала в Ставропольский край, а затем в Сибирь и северный Казахстан.
В 1944 году, после освобождения Крыма от фашистов, согласно постановлению ГКО № 5859 от 11 мая 1944 года, 18 мая крымские татары были депортированы в Среднюю Азию.12 августа 1944 года было принято постановление № ГОКО-6372с «О переселении колхозников в районы Крыма» и в сентябре 1944 года в район приехали первые новоселы (57 семей) из Винницкой и Киевской областей, а в начале 1950-х годов последовала вторая волна переселенцев из различных областей Украины. Указом Президиума Верховного Совета РСФСР от 21 августа 1945 года Джамбулды-Конрат был переименован в Разино и Джамбулды-Конратский сельсовет — в Разинский. С 25 июня 1946 года селение в составе Крымской области РСФСР.
Указом Президиума Верховного Совета РСФСР от 18 мая 1948 года, Новый Комрат (также Джамбулду-Конрат) объединили с Разино. 26 апреля 1954 года Крымская область была передана из состава РСФСР в состав УССР. К 1960 году Разино было ещё раз переименовано, теперь в Куропатное (согласно справочнику «Крымская область. Административно-территориальное деление на 1 января 1968 года» — в период с 1954 по 1968 год). Время упразднения сельсовета и включения в Краснознаменский пока не установлено: на 15 июня 1960 года село уже числилось в его составе Указом Президиума Верховного Совета УССР «Об укрупнении сельских районов Крымской области», от 30 декабря 1962 года Октябрьский район был упразднён и Куропатное присоединили к Красногвардейскому. Ликвидировано в период с 1968 по 1977 годы.

### Динамика численности населения
| - 1805 год — 109 чел. - 1864 год — 5 чел. - 1889 год — 18 чел. - 1892 год — 0 чел. | - 1900 год — 90 чел. - 1915 год — 0/68 чел. - 1926 год — 186 чел. - 1939 год — 211 чел. |